# Pericoma tasmaniae
Pericoma tasmaniae és una espècie d'insecte dípter pertanyent a la família dels psicòdids. Endèmic d'Austràlia: Tasmània.